# Цугурлан, Мирела
Мирела Цугурлан (рум. Mirela Ţugurlan; род. 4 сентября 1979, Фокшаны, Румыния) — Румынская гимнастка. Представляла Румынию в спортивной гимнастике на летних Олимпийских играх 1996.
Также спортсменка завоевала одну золотую медаль на чемпионате мира по спортивной гимнастике 1997.